# Marilyn Black
Marilyn Black   (Nova Gal·les del Sud, 20 de maig de 1944), de casada Vassella, és una atleta australiana, ja retirada, especialista en curses de velocitat, que va competir durant la dècada de 1960. Es casà amb el també atleta Peter Vassella.
El 1964 va prendre part en els Jocs Olímpics d'Estiu de Tòquio, on va disputar tres proves del programa d'atletisme. Va guanyar la medalla de bronze en la cursa dels 200 metres, rere l'estatunidenca Edith McGuire i la polonesa Irena Kirszenstein, mentre en els 100 metres i 4x100 metres relleus finalitzà en sisena posició.
El 2016 fou incorporada a l' Athletics Australia Hall of Fame.

## Millors marques
- 100 metres. 11.4" (1964)
- 200 metres. 23.1" (1964)[1][3]